# 黄夹次苷
黄夹次苷（英語：或称为黄花夹竹桃苷）是一种强心苷，用于治疗心臟衰竭，来源于黃花夾竹桃（学名：Cascabela thevetia，曾用学名：Thevetia neriifolia）。